# Zbiorowisko roślinne
Zbiorowisko roślinne – jednostka organizacji roślinności tworzona poprzez ekologicznie zorganizowaną wspólnotę życiową różnych gatunków roślin. Zbiorowiska wyróżniane są na podstawie kryterium florystycznego lub ekologicznego.
Zbiorowiska roślinne stanowią przedmiot badań fitosocjologii (fitocenologii).

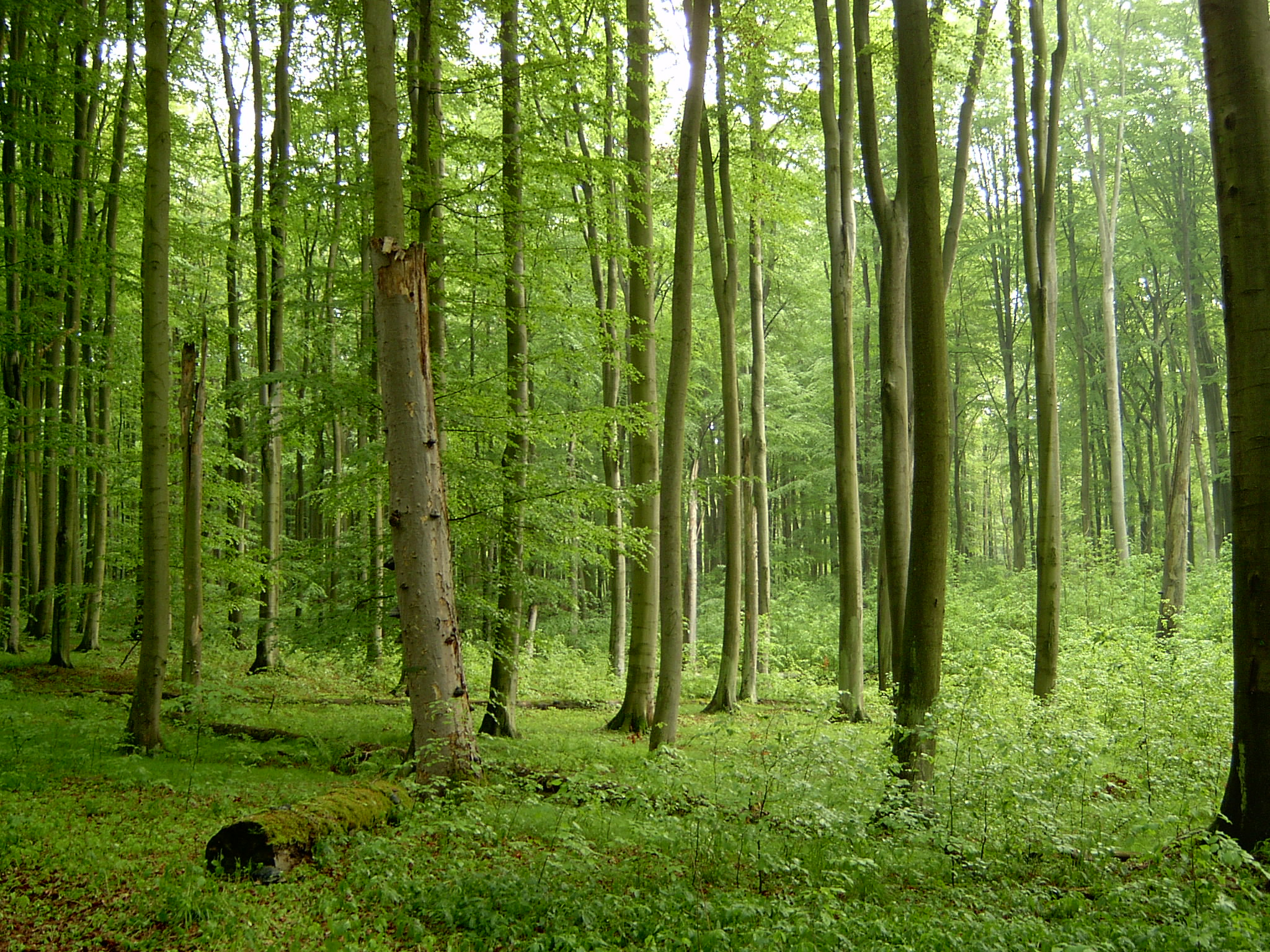
Żyzna buczyna niżowa – przykład zespołu roślinności

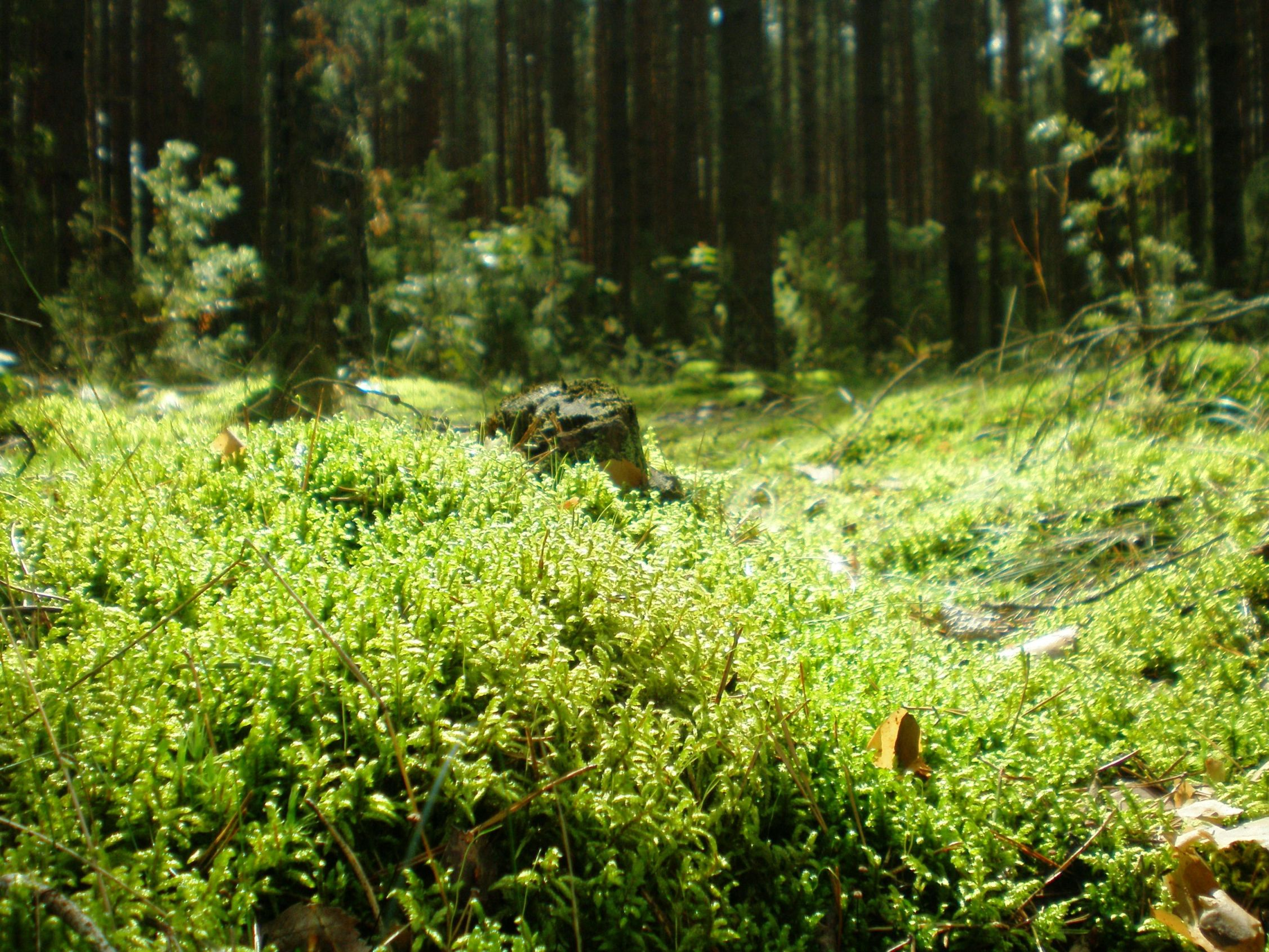
Warstwa mchów w lesie – przykład synuzjum

## Podział zbiorowisk
Ze względu na kryterium florystyczne odnoszące się do grup gatunków uzyskanych statystycznie (charakterystycznych i wyróżniających):
- Zespoły roślinne (asocjacje) – zbiorowiska o określonym składzie gatunkowym i charakterystycznej kombinacji gatunków.

Ze względu na kryterium florystyczne odnoszące się do gatunków panujących:
- socjacje – zbiorowiska wyróżniane na podstawie dominacji lub stałego występowania określonych gatunków,
- facje – postaci zespołów roślinnych z ilościową dominacją jednego z gatunków roślin,
- agregacje roślinne – jednogatunkowe skupienia roślin,
- typy łąk,
- typy lasów.

Ze względu na kryterium fizjonomiczne (warunkowane głównie dominacją określonych form życiowych) zbiorowiska dzielą się na:
- formacje roślinne – zbiorowiska roślin o podobnych wymaganiach siedliskowych i dominacji określonych form życiowych,
- synuzja – części składowe fitocenoz, warstwy roślin o podobnych wymaganiach siedliskowych i formie życiowej.

Ze względu na udział roślin o określonej dynamice rozwoju:
- fazy dynamiczno-rozwojowe – zbiorowiska, w których rośliny dominujące znajdują się w określonej fazie wzrostu: inicjalnej, optymalnej, terminalnej (np. fazy rozwojowe drzewostanów) lub zbiorowiska znajdujące się w określonej fazie degeneracji lub regeneracji,
- serie,
- stadia.

Ze względu na odniesienie do sytuacji naturalnych lub teoretycznych:
- fitocenozy – konkretne zbiorowiska realnie istniejące i stanowiące część ekosystemu,
- fitocenony – zbiorowiska teoretyczne, wyróżniane i opisywane zgodnie z określonymi kryteriami.

Ze względu na stopień naturalności:
- zbiorowiska pierwotne – nieprzekształcone przez człowieka,
- zbiorowiska naturalne – dotknięte oddziaływaniem człowieka w nieznacznym stopniu,
- zbiorowiska półnaturalne (zastępcze) – powstające częściowo w wyniku działalności człowieka,
- zbiorowiska sztuczne – utworzone przez człowieka.